# Vladislav Vančura
Vladislav Vančura (Háj ve Slezsku, 23 de junio de 1891 – Praga, 1 de junio de 1942) fue un escritor, director de cine, dramaturgo y guionista checo del siglo XX.

## Biografía
Nació en Háj ve Slezsku, cerca de Opava, en la Silesia austríaca (hoy República Checa), en el seno de una antigua familia nobiliaria de ideología no católica. Su padre era el director de una refinería de azúcar en Háj ve Slezsku. Cuando tenía cinco años, su familia se trasladó a las proximidades de Praga, a una zona rural, donde su padre había aceptado un trabajo como director de un complejo de canteras. En esa época, y hasta 1904, Vančura fue educado por un tutor personal y en 1905 se trasladó a Praga junto con sus hermanas para estudiar allí.
Su relación con los centros escolares a los que acudió a partir de entonces fue sombría, y tras su paso por diferentes escuelas, finalizó sus estudios medios en 1910 en Benešov. Un año antes, en 1909, publicó su primera historia corta, titulada Aleji V, en un suplemento literario. Todo ello llevó a sus padres a enviarlo a Vysoké Mýto para que fuese aprendiz de librero y pudiese así continuar con sus inquietudes literarias, pero después de pasar un corto periodo de tiempo allí, decidió trasladarse de nuevo a Praga y empezar unos cursos de fotografía, a la vez que intentó entrar en la Real Academia de las Artes para iniciar su carrera como pintor, aunque finalmente no pudo lograrlo.
En 1915 accedió a la universidad, comenzando en la facultad de Derecho de la Universidad Carolina de Praga, donde ni siquiera finalizaría el primer curso. El ejercicio siguiente empezó Medicina en esa misma escuela y a partir de aquellos años, además de entrar en contacto con diferentes artistas bohemios, publicó textos, poemas, cuentos y escritos sobre arte.
En 1920, y junto con Karel Teige, Jaroslav Seifert y Adolf Hoffmeister participó en la constitución de la asociación conocida como Devětsil y un año más tarde se graduó en Medicina y contrajo matrimonio con Lida Tuhá. En aquellos años siguió publicando realtos, libros de cuentos y ya su primera novela Pekař ene Marhoul, la cual narra la trágica vida de un panadero rico que fue poco a poco cayendo en la miseria hasta morir a pesar de su dulzura y bondad. En 1925 presentó la novela Polo Orna un válečná y en 1926 Rozmarné Iéto, la cual se convirtió en un éxito de ventas sin precedentes en su carrera y que en 1967 sería llevada a la gran pantalla de la mano del director Jiří Menzel. En 1928 escribió su cuarta novela, titulada Poslední Soud y su activa participación en el Devětsil le llevó a asimilar las nuevas corrientes artístico-arquitectónicas racionalistas y a solicitar a Jaromír Krejcar que le construyese una casa de corte funcionalista, la cual fue erigida en Zbraslav.
En 1930 se publicó su quinta novela, titulada Hrdelní Pre aneb Přísloví. Debido a su complejidad es, tal vez, la menos popular de toda su bibliografía. Un año después publicó Markéta Lazarová y ésta sí volvió a ser un éxito de ventas, narrando además un episodio real de la historia en el que la propia familia Vančura había estado envuelta, la cual también fue trasladada al cine por el director František Vláčil. En 1932 publicó el libro Útěk do Budína y en 1934 otras dos novelas, Luk královny Dorotky y Konec starých časů, esta última adaptada a la gran pantalla nuevamente por Jiří Menzel en 1989. En 1935 salió a la venta una obra de teatro titulada Jezero Ukerewe y en 1936 un libro sobre el socialismo bautizado como Tri Reky, sendos sin éxito.
Tras la anexión de Austria y Alemania en 1938 y la irrupción de Adolf Hitler en la escena internacional, Vančura tomó partido vinculándose directamente al movimiento cultural anti-Hitler, haciéndolo público con la publicación de las primeras partes de su libro Obrazy z dějin národa českého, las cuales se convirtieron en símbolo de la resistencia. Cuando Checoslovaquia fue ocupada en 1939 y Vančura, que ya pertenecía al Partido Comunista, se unió a un grupo secreto comunista de resistencia. En 1942, la Gestapo asaltó su casa, llevándole a Praga donde fue arrestado y torturado. Semanas después, el 1 de junio de 1942, miembros de las SS lo ejecutaron. El conjunto de su obra pasaría a ser considerado uno de los más importantes del periodo de entreguerras.